# Ligne de Dieulouard à Rémilly
 (novembre 2024).
Si vous disposez d'ouvrages ou d'articles de référence ou si vous connaissez des sites web de qualité traitant du thème abordé ici, merci de compléter l'article en donnant les références utiles à sa vérifiabilité et en les liant à la section « Notes et références ».
La ligne de Dieulouard à Rémilly est un projet de ligne de chemin de fer inachevée qui aurait relié la gare de Dieulouard, en Meurthe-et-Moselle, à celle de Rémilly, en Moselle.
Le projet de ligne, d’une vingtaine de kilomètres, aurait permis un contournement de l’agglomération de Metz par le sud, afin que la circulation soit directe de Forbach à Nancy.
Le projet de ligne dispose du numéro 091 000 dans la nomenclature du réseau ferré national.